# کشته شدن محمد الدره
در ۳۰ سپتامبر ۲۰۰۰ و در دومین روز انتفاضه دوم، محمد الدُرِّه، نوجوان ۱۲ ساله فلسطینی در جریان اعتراضات گسترده و ناآرامی‌ها در سرزمین‌های فلسطینی علیه اشغالگری نظامی اسرائیل در نوار غزه کشته شد. تصویر جمال الدره و پسرش محمد توسط طلال ابورحمه، فیلم‌بردار تلویزیون فلسطینی که به صورت مستقل در شبکه فرانسه ۲ فعالیت می‌کرد، فیلم‌برداری شد. آن‌ها میان تیراندازی متقابل ارتش اسرائیل و نیروهای امنیتی فلسطین گرفتار شدند. تصاویر نشان می‌دهد که این دو در پشت یک استوانه بتنی خم شده‌اند؛ پسر گریه می‌کند و پدر دست خود را تکان می‌دهد، سپس صدای شلیک گلوله و گرد و خاک نمایش داده می‌شود. محمد در حالی که در اثر تیراندازی به‌صورت مرگبار مجروح شده‌است، ناگهان به روی زمین می‌افتد و به زودی می‌میرد.
پنجاه و نه ثانیه از این فیلم با صدای چارلز اندرلین، رئیس دفتر شبکه فرانسه ۲ در اسرائیل از تلویزیون فرانسه پخش شد. بر اساس اطلاعات فیلمبردار، اندرلین به بینندگان گفت که الدره هدف شلیک اسرائیلی‌ها قرار گرفته و این پسر جان خود را از دست داده‌است.پس از یک تشییع جنازه عمومی احساسی، محمد الدره در جهان اسلام به عنوان یک شهید مورد استقبال قرار گرفت.
نیروهای دفاعی اسرائیل ابتدا مسئولیت تیراندازی را پذیرفتند و مدعی شدند که فلسطینی‌ها از کودکان به عنوان سپر انسانی استفاده می‌کنند اما بعداً پذیرش مسئولیت را پس گرفتند. منتقدان گزارش تصویری اندرلین از آن زمان صحت فیلم‌های فرانسه ۲ را زیر سؤال بردند. روزنامه‌نگاران فرانسوی که فیلم خام را دیدند گفتند که فرانسه ۲ چند ثانیه پایانی را قطع کرده بود که در آن به نظر می‌رسید محمد دست خود را از روی صورتش بلند کرده‌است. منتقدان اذعان کردند که محمد مرده‌است، اما گفتند که فیلم به تنهایی آن را نشان نمی‌دهد. سردبیر اخبار فرانسه ۲ در سال ۲۰۰۵ گفت که هیچ‌کس نمی‌تواند مطمئن باشد که چه کسی شلیک کرده‌است. مفسران دیگر، به‌ویژه فیلیپ کارسنتی، مفسر رسانه‌های فرانسوی، فراتر رفتند و مدعی شدند که این صحنه توسط فرانسه ۲ صحنه‌سازی شده‌است. فرانسه ۲ از او به دلیل افترا شکایت کرد و در سال ۲۰۱۳ توسط دادگاه تجدید نظر پاریس به پرداخت ۷۰۰۰ یورو محکوم شد. در ماه مه همان سال، گزارش دولت اسرائیل از دیدگاه کارسنتی حمایت کرد. جمال الدره و چارلز اندرلین نتیجه گزارش دولت اسرائیل را رد کردند و خواستار تحقیقات مستقل بین‌المللی شدند.

## پیشینه

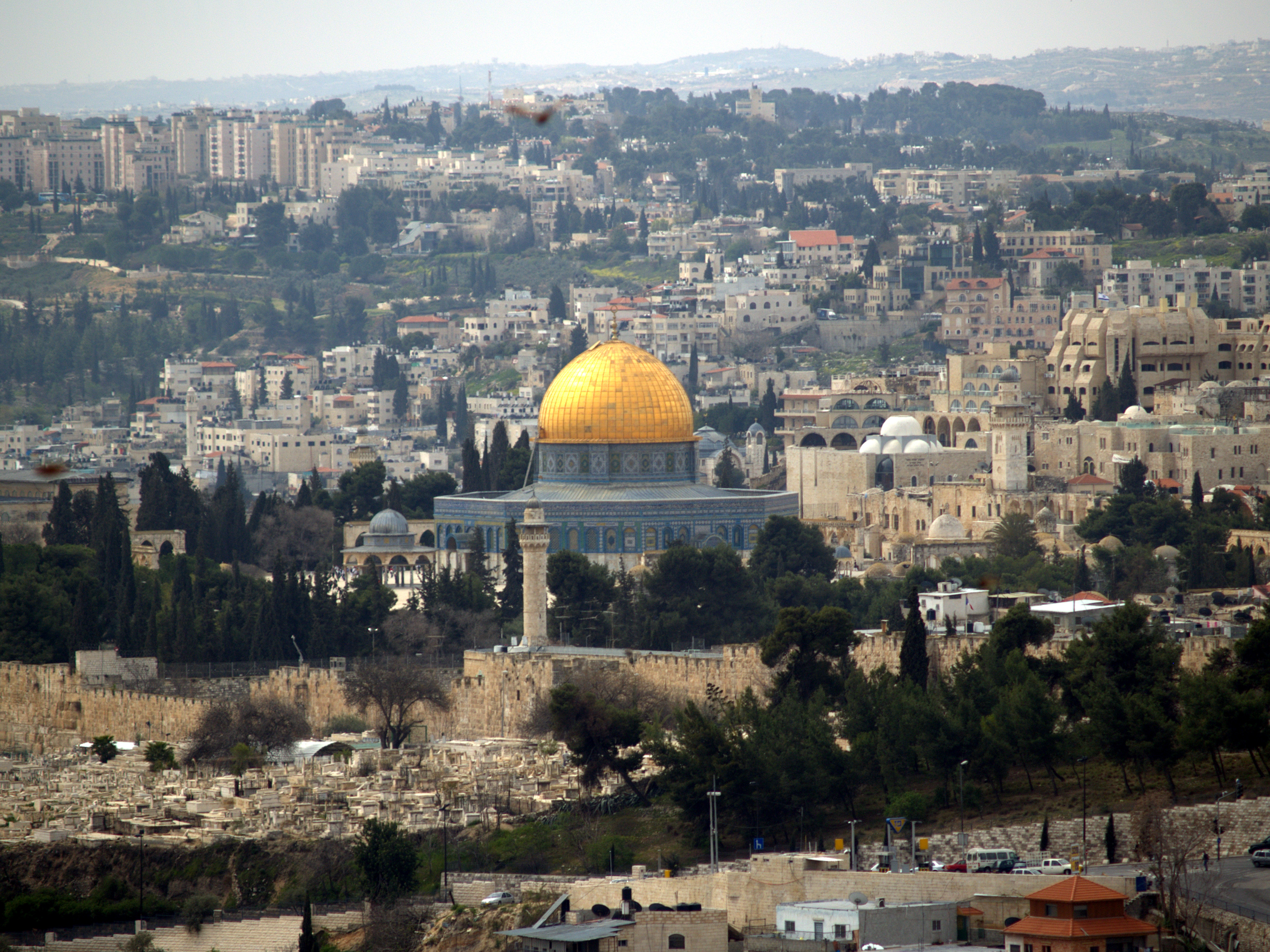
کوه معبد

در ۲۸ سپتامبر ۲۰۰۰، دو روز قبل از تیراندازی، آریل شارون، رهبر اپوزیسیون اسرائیلی، از کوه معبد در شهر قدیم اورشلیم، مکانی مقدس در یهودیت و اسلام با قوانین دسترسی مناقشه برانگیز بین هر دو دین بازدید کرد. ریشه‌ی خشونتی که پس از آن به وقوع پیوست در چندین رویداد قرار داشت، اما این بازدید تحریک آمیزترین بود و باعث شروع اعتراضاتی شد که به شورش در کرانه باختری و نوار غزه تبدیل شد. این شورش به انتفاضه دوم معروف شد که بیش از چهار سال به طول انجامید و جان حدود ۴۰۰۰ نفر را گرفت که بیش از ۳۰۰۰ نفر از آنها فلسطینی بودند.
محل تیراندازی، تقاطع نتزاریم است که به صورت محلی به نام چهارراه الشهدا (شهدا) شناخته می‌شود. این تقاطع در جاده صلاح الدین، چند کیلومتری جنوب شهر غزه قرار دارد. محل شروع درگیری‌ که به این تقاطع کشیده شد، شهرک نزدیک نتزاریم بود که ۶۰ خانواده اسرائیلی تا زمان خروج اسرائیل از نوار غزه در سال ۲۰۰۵ در آن زندگی می کردند. هر زمان که شهرک نشینان از شهرک خارج شده یا به آن می‌رسیدند اسکورت نظامی آن‌ها را همراهی می‌کرد و یک پاسگاه نظامی اسرائیل به نام Magen-3 از نزدیک از شهرک محافظت می کرد. این منطقه در روزهای قبل از تیراندازی صحنه حوادث خشونت آمیز بوده است.

## ادعای شبکه دو فرانسه

این تصویر از حادثه، از روی تصویری ساخته شده که فیلم‌بردار شبکهٔ ۲ فرانسه، طلال ابو رحما آن را برای سوگندنامه‌اش به کانون حقوق بشر فلسطین ارائه داده بود.

تصویر کشته شدن محمد در هنگامی که در پشت پدر خود مخفی شده بود تا از تبادل آتش میان نیروهای دفاعی اسرائیل و شبه نظامیان فلسطینی در امان باشد، توسط تصویربردار عرب شبکه دو فرانسه (France ۲) ضبط و از این شبکه پخش شد که حاکی ازآن بود که محمد الدره در اثر اصابت شلیک نظامیان اسرائیلی کشته شده‌است. این تصاویر به صورتی بی‌سابقه از شبکه‌های خبری تلویزیونی در سراسر جهان پخش شد. اما دولت اسرائیل مدعی است که فیلم فوق جعلی و جهت ضربه زدن به وجه بین‌المللی نیروهای دفاعی اسرائیل، طراحی، ساخته و جعل شده‌است.
تصاویر تلویزیونی محمد وحشت زده و پدرش جمال را نشان می‌داد که برای فرار از شلیک نظامیان در کنار دیوار و پشت بشکه‌ای پناه گرفته‌اند و پدر مدام علامت می‌داد که پسر کوچکش را نکشند اما لحظاتی بعد محمد کشته شد و فیلم پسر را بی حرکت نشان می‌داد.
شبکه دو تلویزیون فرانسه مدعی شد که در این حادثه پدر محمد به نام جمال الدره کشته نشد اما به‌شدت آسیب دید.

## جعلی خواندن حادثه
اسرائیل بلافاصله پس از انتشار تصاویر ویدئویی، از بروز این حادثه اظهار تاسف کرد. اما نهایتاً در سال ۲۰۰۷ میلادی دفتر مطبوعاتی دولت اسرائیل رسماً اعلام کرد که براساس تحقیقات و استشهاد مراجع درمانی و قانونی ذی‌ربط، ادعای شبکه دو تلویزیون فرانسه، خلاف واقع بوده و تصاویری که توسط فیلمبردار عرب شبکه دو فرانسه منتشر شده را جعلی و جهت مخدوش کردن چهره نیروهای دفاعی اسرائیل در سطح جهانی خواند.
دفتر مطبوعاتی دولت اسرائیل با این توضیح که بر اساس ادعای شبکه دو فرانسه، جمال و محمد الدره در کنار دیوار و پشت بشکه‌ای پناه گرفته‌بودند و در روبروی آنان، نیروهای دفاعی اسرائیل قرار داشتند، حال گلوله باید بنابر قاعده از روبروی آنها (که تصاویر نشان‌دهندهٔ آن است) شلیک شده باشد که بنابرآن گلوله ابتدا می‌بایست به پدر وی که در جلوی بشکه قرار داشت برخورد می‌کرد تا به محمد که در پشت وی پناه گرفته بوده‌است. همچنین عدم انجام کالبدشکافی در بیمارستان از جسد و گم شدن پوکه گلوله‌ها در بیمارستان فلسطینی نیز باعث بروز شبهاتی در مورد ضارب اصلی محمد الدره را ایجاد می‌کند. دولت اسرائیل عقیده دارد که این فیلم از لحاظ علمی، جرم‌شناسی، شواهد موجود در صحنه، وابستگی تصویربردار، قطع شدن تصاویر در لحظات حساس و محو شدن مدارک و شواهد در بیمارستان فلسطینی، نشان از ساختگی بودن فیلم فوق جهت تخریب چهره اسرائیل در صحنه بین‌المللی طراحی و ساخته شده بوده‌است.
در واکنش، تصویربردار عرب شبکه دو فرانسه به نام «طلال ابورحمان» بعدها سوگند یاد کرد که حوادثی را که تصویر برداری کرده، واقعی بوده‌است.

## دعوای حقوقی فیلیپ کارسنتی

### ۲۰۰۶: چارلز اندرلین علیه کارسنتی

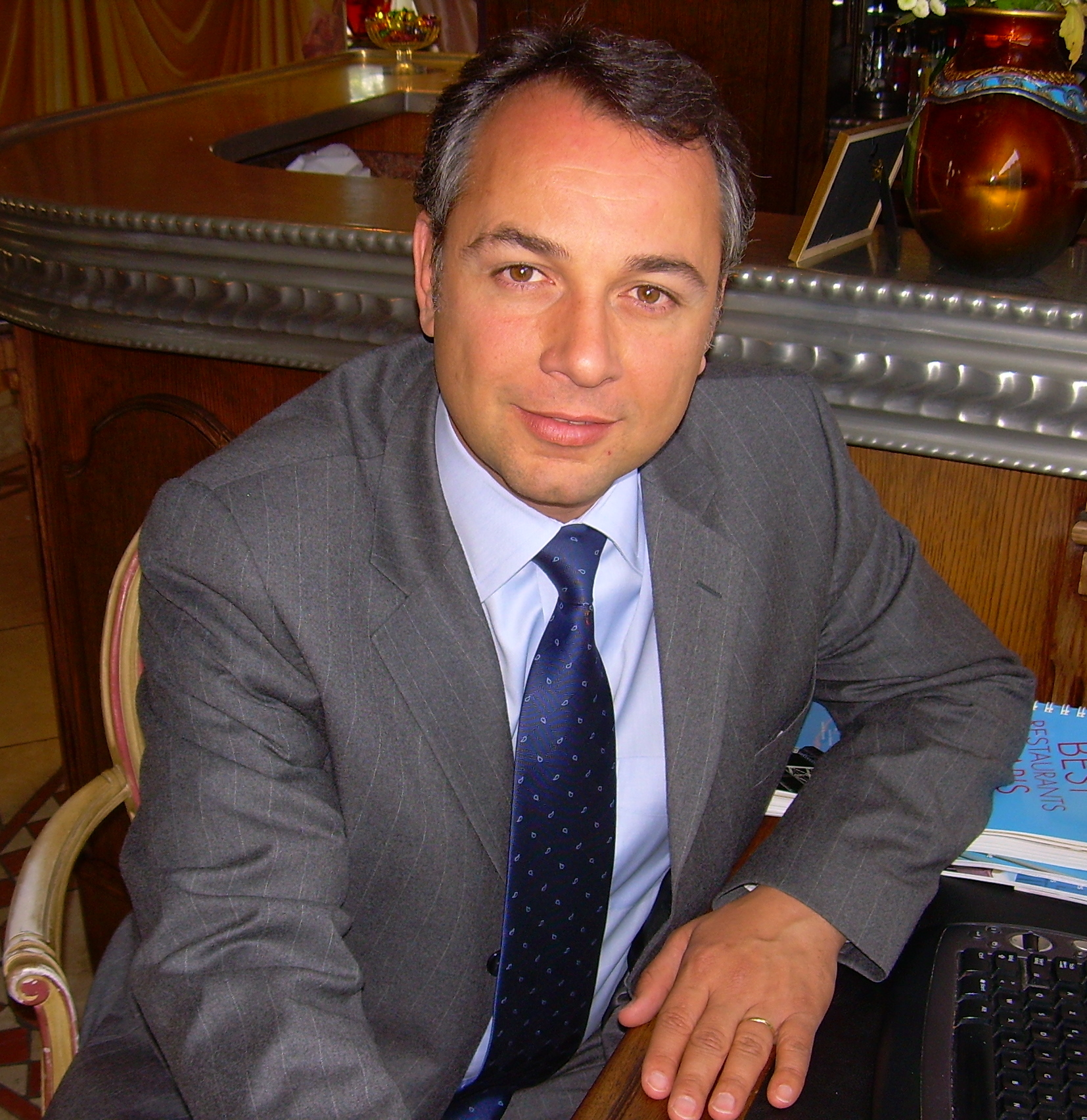
فیلیپ کارسنتی در اولین دادگاه به اتهام افترا محکوم شد.

در پاسخ به ادعاهایی مبنی بر اینکه فرانسه ۲ فیلمی صحنه‌سازی شده را پخش کرده‌است، اندرلین و فرانسه ۲ در سال‌های ۲۰۰۴ و ۲۰۰۵ سه شکایت برای افترا ارائه کردند و به دنبال دریافت خسارت نمادین ۱ یورویی بودند. قابل توجه‌ترین شکایت، علیه فیلیپ کارسنتی بود که یک سازمان دیده‌بان رسانه به نام Media-Ratings را اداره می‌کرد. فرانسه ۲ و اندرلین دو روز بعد از آخرین دادگاه، دادخواست خود را علیه کارسنتی صادر کردند.
این پرونده در سپتامبر ۲۰۰۶ آغاز شد. اندرلین به عنوان مدرک، نامه ای از ژاک شیراک، رئیس‌جمهور وقت فرانسه در فوریه ۲۰۰۴ ارائه کرد که در آن از صداقت اندرلین صحبت می‌شد. دادگاه در ۱۹ اکتبر ۲۰۰۶ شکایت را تأیید کرد و کارسنتی را ۱۰۰۰ یورو جریمه و او را به پرداخت ۳۰۰۰ یورو به عنوان هزینه دادگاه محکوم کرد. کارسنتی در همان روز درخواست تجدیدنظر داد.

### ۲۰۰۷: کارسنتی علیه چارلز اندرلین
اولین درخواست تجدیدنظر در سپتامبر ۲۰۰۷ در دادگاه استیناف پاریس، در مقابل هیئتی متشکل از سه قاضی به رهبری قاضی لارنس تربوک آغاز شد. دادگاه از فرانسه ۲ خواست تا ۲۷ دقیقه فیلم خامی را که ابورحمه گفته بود فیلمبرداری کرده‌است را برای نمایش در جلسه عمومی تحویل دهد. فرانسه ۲، فیلمی ۱۸ دقیقه‌ای را تحویل داد و اندرلین گفت که فقط ۱۸ دقیقه فیلمبرداری شده‌است. در جریان نمایش فیلم، دادگاه شنید که محمد الدره پس از اینکه ابورحمه گفته بود او مرده‌است، دستش را روی پیشانی‌اش بلند کرده و پایش را حرکت داده‌است و هیچ خونی روی پیراهنش نیست. اندرلین در حمایت از ابورحمه اینگونه استدلال کرد که ابورحمه نگفته که پسر مرد، بلکه او در حال مردن است. در گزارش ژان کلود شلینگر، کارشناس بالستیک که به سفارش کارسنتی برای دادگاه تهیه شده بود، نوشته شده بود که اگر شلیک‌ها از موضع اسرائیل می‌آمد، فقط به اندام تحتانی محمد الدره اصابت می‌کرد.

## تاثیر فیلم

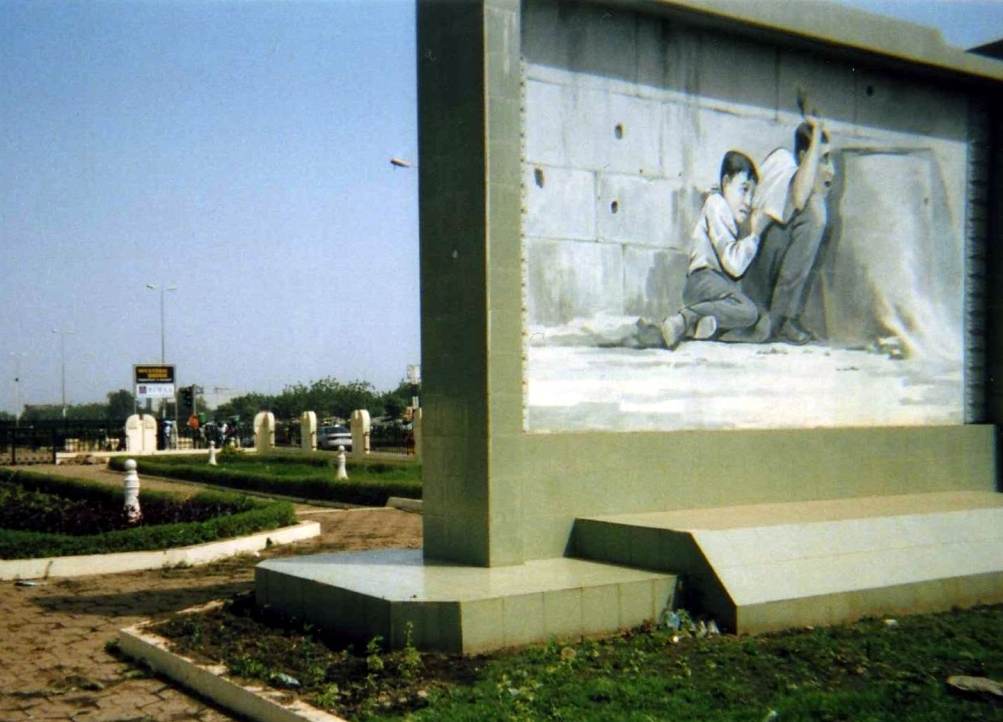
آرامگاه محمد الدره در شهر باماکو، مالی

فیلم محمد با سایر تصاویر نمادین کودکان مورد حمله مقایسه شد: پسربچه گتوی ورشو (۱۹۴۳)، دختر ویتنامی که با ناپالم آغشته شد (۱۹۷۲) و  آتش‌نشان حامل نوزاد در حال مرگ در اوکلاهاما (۱۹۹۵). کاترین نی، یک روزنامه‌نگار فرانسوی، اینطور استدلال می‌کند که مرگ محمد "مرگ کودک یهودی که در محله یهودی نشین ورشو دستانش در هوا است را باطل و از یادها می‌برد."
به گفته یک درمانگر در غزه، کودکان فلسطینی از پخش مکرر فیلم از طریق رسانه‌ها مضطرب بودند و در زمین‌های بازی، صحنه فیلم را بارها به صورت نمایش بازی می‌کردند. در کشورهای عربی تمبرهای پستی با این تصاویر منتشر شدند و پارک‌ها و خیابان‌هایی به افتخار محمد الدره نامگذاری شدند. اسامه بن لادن در «هشدار» پس از ۱۱ سپتامبر به رئیس جمهور جورج بوش از محمد نام برد. همچنین انتشار این فیلم موجب افزایش یهودستیزی در فرانسه گردید. در فوریه ۲۰۰۲، در یکی از تصاویر پس زمینه در زمانی که دانیل پرل، روزنامه‌نگار یهودی آمریکایی در حال سر بریده شدن توسط القاعده بود، تصویر محمد الدره دیده می‌شد.
بخش‌هایی از جوامع یهودی و اسرائیلی، از جمله دولت اسرائیل در سال ۲۰۱۳، بیانیه‌هایی که علیه نیروهای دفاعی اسرائیل در کشته شدن محمد الدره صادر شد را به عنوان "تهمت خون" توصیف کردند، اشاره‌ای به ادعای چند صد ساله که یهودیان، کودکان مسیحی را برای خون خود قربانی می‌کنند. همچنین مقایسه‌هایی با ماجرای دریفوس در سال ۱۸۹۴ انجام شد، زمانی که یک کاپیتان ارتش فرانسوی-یهودی بر اساس اسناد جعلی به خیانت متهم شد. از نظر چارلز اندرلین، این جنجال‌ها یک کمپین بدنامی با هدف تضعیف فیلم‌هایی است که از سرزمین‌های اشغالی فلسطین بیرون می‌آیند. دورین کاروجل در نیویورک تایمز نوشت که این فیلم "یک منشور فرهنگی است که بینندگان آنچه را که می خواهند ببینند می‌بینند."